# Robertia
Robertia como descrito por Saaristo em 2006 é um gênero (inválido), novo nome para a aranha Theridion braueri, descrito por Simon em 1898.
Robertia broomiana era um pequeno e primitivo dicynodonte e com os membros anteriores do grupo. Encontrado na Zona Assemblage Tapinocephalus na África do sul (Karoo) e possuía cerca de 20 centímetros (8 polegadas) de comprimento.
Robertia possuía um teto do crânio moderadamente largo, dentes pequenos e o osso palatino no telhado de sua boca não era tão reduzido como o do seu parente mais bem sucedido, Diictodon. Ele tinha um corte exatamente à frente das presas caninas, como na mandíbula superior, que presumivelmente fazia a mastigação de plantas resistentes, como caules e ramos, antes de o animal separa-los com o bico córneo.